# Говард Мікер
Говард Вільям («Гаві») Мікер (англ. Howard William 'Howie' Meeker, нар. 4 листопада 1923, Кіченер — 8 листопада 2020) — канадський хокеїст, що грав на позиції крайнього нападника. Згодом — хокейний тренер.
Член Зали слави хокею з 1998 року. Володар Кубка Стенлі.

## Ігрова кар'єра
Хокейну кар'єру розпочав 1940 року.
Усю професійну клубну ігрову кар'єру, що тривала 10 років, провів, захищаючи кольори команди «Торонто Мейпл-Ліфс». Разом з Вікі Линном та Тедом Кеннеді склали так звану ланку «The K-L-M Line» та тричі допомогли команді здобути Кубок Стенлі.
Загалом провів 388 матчів у НХЛ, включаючи 42 гри плей-оф Кубка Стенлі.

## Тренерська робота
1956 року розпочав тренерську роботу в НХЛ. Працював з командою «Торонто Мейпл-Ліфс».

## Інше
Довгий час працював коментатором на різноматніх каналах.

## Нагороди та досягнення
- Пам'ятний трофей Колдера — 1947.
- Володар Кубка Стенлі в складі «Торонто Мейпл-Ліфс» — 1947, 1948 1949, 1951.
- Учасник матчу усіх зірок НХЛ — 1947, 1948 1949.

## Статистика
| Сезон        | Клуб                 | Ліга         | Регулярний сезон | Регулярний сезон | Регулярний сезон | Регулярний сезон | Регулярний сезон | Плей-оф | Плей-оф | Плей-оф | Плей-оф | Плей-оф |
| Сезон        | Клуб                 | Ліга         | І                | Г                | П                | О                | ШХ               | І       | Г       | П       | О       | ШХ      |
| ------------ | -------------------- | ------------ | ---------------- | ---------------- | ---------------- | ---------------- | ---------------- | ------- | ------- | ------- | ------- | ------- |
| 1940–41      | «Кіченер Гріншітс»   | Big-10 Jr. B | 9                | 13               | 10               | 23               | 2                | 4       | 4       | 2       | 6       | 0       |
| 1941–42      | «Стретфорд Кіст»     | Big-10 Jr. B | 13               | 29               | 16               | 45               | 20               | 4       | 8       | 11      | 19      | 4       |
| 1941–42      | «Стретфорд Кіст»     | МК           | —                | —                | —                | —                | —                | 9       | 13      | 1       | 14      | 2       |
| 1942–43      | «Стретфорд Кролерс»  | ОХА          | 6                | 6                | 4                | 10               | 4                | 2       | 0       | 1       | 1       | 0       |
| 1942–43      | «Брантфорд Лайонс»   | ОХА          | —                | —                | —                | —                | —                | 2       | 0       | 1       | 1       | 0       |
| 1945–46      | «Стретфорд Індіанс»  | ОХА          | 7                | 8                | 5                | 13               | 4                | 5       | 6       | 5       | 11      | 0       |
| 1946–47      | «Торонто Мейпл-Ліфс» | НХЛ          | 55               | 27               | 18               | 45               | 76               | 11      | 3       | 3       | 6       | 6       |
| 1947–48      | «Торонто Мейпл-Ліфс» | НХЛ          | 58               | 14               | 20               | 34               | 62               | 9       | 2       | 4       | 6       | 15      |
| 1948–49      | «Торонто Мейпл-Ліфс» | НХЛ          | 30               | 7                | 7                | 14               | 56               | —       | —       | —       | —       | —       |
| 1949–50      | «Торонто Мейпл-Ліфс» | НХЛ          | 70               | 18               | 22               | 40               | 35               | 7       | 0       | 1       | 1       | 4       |
| 1950–51      | «Торонто Мейпл-Ліфс» | НХЛ          | 49               | 6                | 14               | 20               | 24               | 11      | 1       | 1       | 2       | 14      |
| 1951–52      | «Торонто Мейпл-Ліфс» | НХЛ          | 54               | 9                | 14               | 23               | 50               | 4       | 0       | 0       | 0       | 11      |
| 1954–55      | «Піттсбург Горнетс»  | АХЛ          | 2                | 0                | 0                | 0                | 2                | —       | —       | —       | —       | —       |
| Усього в НХЛ | Усього в НХЛ         | Усього в НХЛ | 346              | 83               | 102              | 185              | 329              | 42      | 6       | 9       | 15      | 50      |

## Тренерська статистика
| Команда | Сезон   | Регулярний сезон | Регулярний сезон | Регулярний сезон | Регулярний сезон | Регулярний сезон | Регулярний сезон | Регулярний сезон | Плей-оф   |
| Команда | Сезон   | І                | В                | П                | Н                | ПОТ              | О                | Результат        | Результат |
| ------- | ------- | ---------------- | ---------------- | ---------------- | ---------------- | ---------------- | ---------------- | ---------------- | --------- |
| ТОР     | 1956–57 | 70               | 21               | 34               | 15               | -                | 57               | 5-те в НХЛ       | Не вийшли |